# Sirvan Khosravi

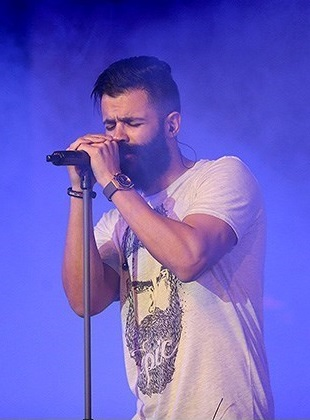
Sirvan Khosravi, 2015

Sirvan Khosravi (persisch سیروان خسروی; * 26. Juli 1982 in Teheran) ist ein iranischer Popsänger, Musiker, Komponist, Arrangeur und Aufnahmeleiter. Er ist der ältere Bruder von Xaniar Khosravi, der ebenfalls Pop- und Rapsänger ist.

## Leben und Karriere
Sirvan Khosravi wurde in Teheran geboren und ist Kurde. Er begann mit elf Jahren, mit Evy Junio Keyboard zu spielen. Als er Der König der Löwen sah, begann er sich sehr für Elton Johns Musik zu interessieren.
Mit 16 begann er an unter Aufsicht von Kave Yaghmayi, die Grundlagen des Keyboardspiels und der Rockmusik zu erlernen. Nach einer Weile gründeten er und vier seiner Freunden eine Underground-Band und begannen Tracks von berühmten Bands wie The Beatles, Pink Floyd, Dire Straits und The Police zu spielen. Er trennte sich nach einem Jahr von der Band. Sirvan Khosravi nahm 2000 und 2001 an zwei Konzerten von Kave Yaghmayi als Keyboarder teil. Danach stand er nie wieder als Keyboarder auf der Bühne.
Der wichtigste Grund für die Aufnahme einer Musikkarriere war die Zusammenarbeit mit Kave Yaghmayi bei den Aufnahmen für das Album Matarsak.
Seit 2000 nahm Sirvan an vielen Alben von verschiedenen Sängern als Sänger, Aufnahmeleiter, Arrangeur und Musiker teil. Nach einem Treffen mit Omid Athari Nejad produzierte er ab 2001 sein erstes eigenes Album To Khial Kardi Beri. Nach Genehmigung des iranischen Kulturministeriums wurde es im Jahr 2005 veröffentlicht.
Einige seiner erfolgreichsten Produktionen für andere berühmte Sänger sind:
- Vaysa Donya (Reza Sadeghi)
- Khatereha (Moein)
- Yalla (Mehdi Asadi)
- Tafre Naro (Xaniar Khosravi)
- Risk (Xaniar Khosravi)
- Eshghe Man Bash (Behnam Safavi)
- Nemidunam (Ehsan Khajeh Amiri)
- Ehsase Aramesh (Ehsan Khajeh Amiri)
- Bedune To (Xaniar Khosravi)

## Diskografie

### Alben
- 2005: To Khial Kardi Beri...
- 2009: Saat 9
- 2012: Jaddeye Royaha
- 2016: Unplugged
- 2020: Monologue

### Live-Alben
- 2019: Tanha Nazar (Live in Ramsar)
- 2020: Monologue (Live Attot - At the Top of Tehran)
- 2024: Black Box

### Singles (Auswahl)
- 2016: Soojehat Tekrarie
- 2016: Ghabe Akse Khali
- 2017: Bargard
- 2017: Kheili Rooza Gozasht
- 2019: Dorost Nemisham
- 2019: Tanha Nazar
- 2020: Bonbast
- 2021: Divoonegi
- 2023: Oon Rooza Ro Mikham